# B330
Le B330 (précédemment connu sous les noms de BA 330 et Nautilus space complex module) est le modèle complet, à l'échelle de production du programme d'habitats spatiaux gonflables de Bigelow Aerospace. En fin de compte, il s'agit davantage d'un modèle de module d'habitation spatial et non une station spatiale spécifique alors que Robert Bigelow, propriétaire et fondateur de Bigelow Aerospace, a l'intention de construire plusieurs de ces modules pour les vendre à un prix demandé provisoire de 100 millions de dollars chacun. Il dispose de 330 mètres cubes (12 000 pieds cubes) d'espace intérieur, d'où sa dénomination numérique.
Prévu pour le premier lancement en 2014 ou 2015, l'engin sera un support de recherche en apesanteur, incluant des missions scientifiques et des procédés de fabrication. Au-delà de ses fins scientifiques et industrielles, il a le potentiel en tant que port d'escale pour le tourisme spatial. D'autres utilisations de ce module incluent des missions à destination de la Lune et de Mars.

## Aspects positifs
Un certain nombre de caractéristiques rendent ce type de station spatiale particulièrement bien adaptée à ses objectifs.
1. Il offre un grand espace habitable pour les équipages qui y vivent et mènent des expériences. L'extérieur de l'engin est destiné à mesurer 16,88 mètres (55,41 pieds) de long par 6,7 mètres (22 pieds) de diamètre[3],[4].
2. Il est relativement léger pour sa taille, à seulement 23 000 kg (50 000 lb), rendant ainsi plus facile de lancer les modules en orbite, sans avoir à recourir à des lanceurs lourds[3].
3. Sa peau, faite de textiles résistants et de Vectran, est enveloppé de plusieurs couches de sangles à tension élevée. Elle est particulièrement résistante aux dommages causés par les micrométéorites et les débris[3].

La grande taille du module est particulièrement bénéfique pour des astronautes lunaires ou des équipages d'autres missions de longue durée qui ont été jusqu'à présent limités à des quartiers assez étroits. Les risques associés au fait de rester dans un espace clos pendant trop longtemps, comme la fièvre de cabine, sont réduits et le bien-être psychologique des équipages est potentiellement amélioré d'une manière plus générale en étant capable de se déplacer avec une plus grande liberté. Ce serait particulièrement utile si le volume du module comporte une petite quantité d'espace privé pour chaque membre de l'équipage, alors que cette caractéristique est connue pour être bénéfique sur les missions de longue durée.
Il est inexact d'assimiler le module à un ballon rempli d'air flottant dans l'espace. Au contraire, quand la coque extérieure est élargie, elle est aussi dure au toucher que du béton, la redondance (10+) des multiples couches a tendance à distribuer rapidement l'énergie d'impact à grande vitesse de projectiles de très faible masse à travers les couches. Une station spatiale classique, régulière en aluminium est protégée des impacts par une protection en Kevlar ou en un autre matériau d'absorption, est légèrement plus susceptible de souffrir d'une crevaison catastrophique en cas de choc.

## Technologie

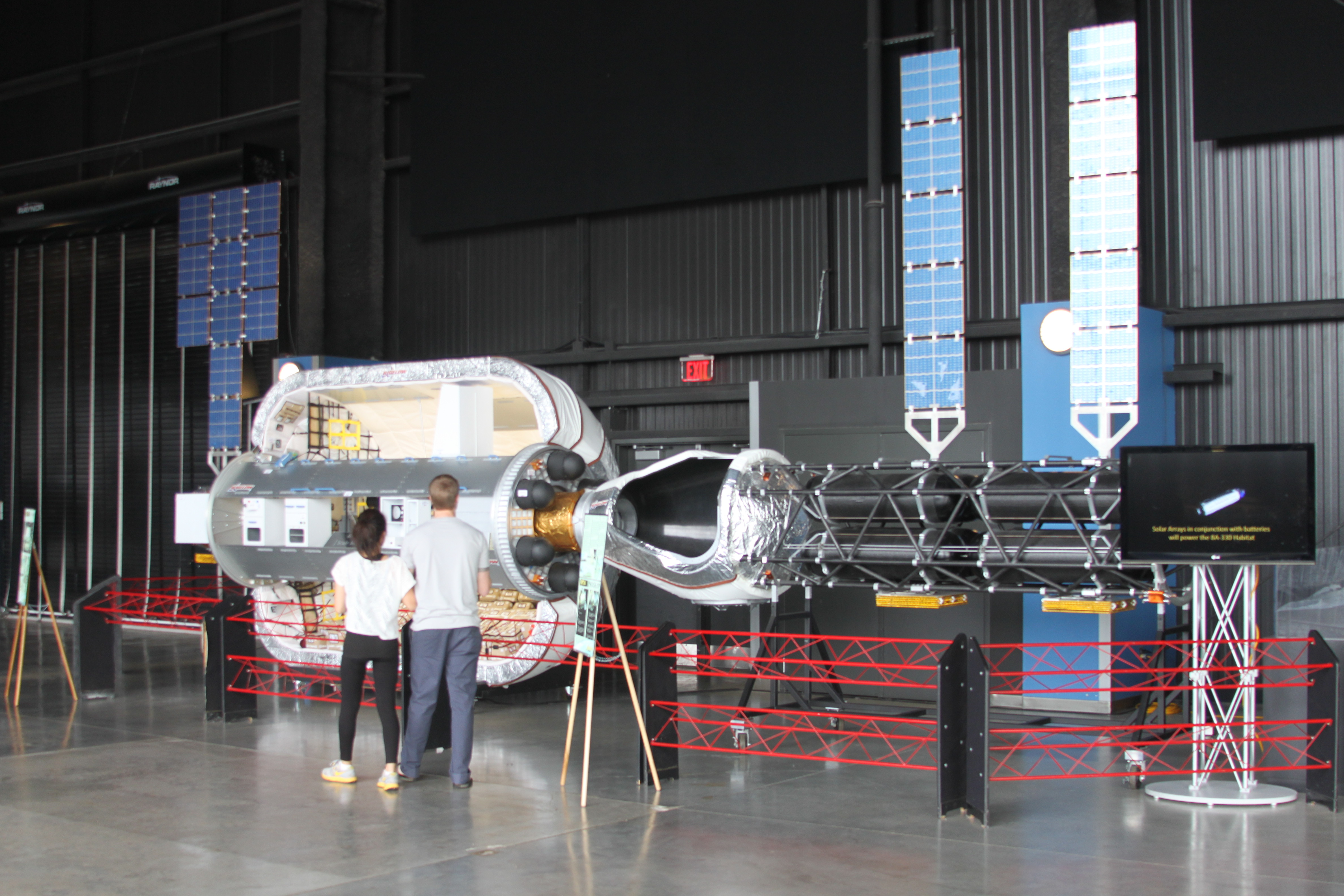
Maquette du module de station spatiale Bigelow Aerospace BA-330 exposé au U.S. Space & Rocket Center

Bien peu est connu sur la façon dont Bigelow a fait évoluer la technologie Transhab qu'il a racheté, la NASA indique dans ce qui suit sur la structure du module ce que Bigelow a adopté comme point de départ :
Avec près de deux douzaines de couches, l'enveloppe gonflable Transhab épaisse d'un pied est une merveille de conception innovatrice. Les couches sont façonnées pour briser les particules de débris spatiaux et de minuscules météorites qui pourraient frapper la coque avec une vitesse sept fois plus rapide qu'une balle. Les couches externes protègent plusieurs enveloppes intérieures, faite d'un matériau qui retient l'air du module. La coque fournit également une isolation contre les températures dans l'espace qui peuvent varier de +121 degrés Celsius (plus 250 degrés Fahrenheit) au soleil à -128 degrés Celsius (moins 200 degrés Fahrenheit) à l'ombre.
La clé de la protection contre les débris est constituée de couches successives de Nextel, un matériau couramment utilisé comme isolant sous le capot de nombreuses voitures, espacées par plusieurs couches, de quelques pouces d'épaisseur, de mousse à cellules ouvertes, semblable à la mousse utilisée pour les coussins de chaise sur Terre. Les couches de mousse et de Nextel (cs) brisent l'énergie d'une particule dès qu'elle touche la protection, en perdant de plus en plus de son énergie car elle pénètre plus profondément.
Plusieurs couches dans l'enveloppe, qui sont formées d'une couche de Kevlar tissé très résistant, maintiennent la forme du module. L'air est maintenu à l'intérieur par trois enveloppes de Combitherm, matériau couramment utilisé dans les emballages alimentaires. La couche la plus profonde, formant la paroi interne du module, est en tissu de Nomex, un matériau résistant au feu qui protège aussi l'enveloppe des éraflures et des égratignures.
Bigelow a décrit sa technologie aux médias et a indiqué que sa technologie, propriétaire, d'enveloppes gonflables, actuellement en test de validation en orbite terrestre basse dans deux satellites plus petits, Genesis I et Genesis II, incorpore une couche de Vectran, ainsi que le Kevlar, etc. de la technologie de la NASA.
Bigelow a choisi Orbitec en tant que fournisseur des systèmes de contrôle de l'environnement et de support de vie.

## Autres améliorations
Bigelow Aerospace développe aussi la possibilité au module B330 de s'accoupler avec d'autres engins spatiaux. Dans les premières illustrations, cela n'a été montré qu'avec le vaisseau russe Soyouz, mais il pourrait théoriquement être amarré avec n'importe quels autres véhicules spatiaux tels que d'autres modules B330 ou de la Station spatiale internationale.
Une fois assemblé, le véhicule combiné offrirait les avantages d'opérations dans l'espace améliorées pour l'équipage, ainsi que les besoins traditionnels d'un vaisseau classique, "rigide", amarré, comme la rentrée atmosphérique.
À partir de 2005, Bigelow Aerospace avait des plans pour développer le CSS Skywalker, une station spatiale basée sur l'utilisation de modules B330, formant un hôtel orbital. Les plans actuels continuent à appeler pour la construction d'une station spatiale, mais sans le CSS Skywalker, avec "plus de volume utilisable que l'actuelle Station spatiale internationale". Aujourd'hui, Bigelow Aerospace évoque une Next-Generation Commercial Space Station.

## Historique
Le B330 est une idée originale de Robert Bigelow de Budget Suites of America. Sa conception est basée sur le programme Transhab de la NASA, annulé. Bigelow a eu accès à des ingénieurs et des ouvriers travaillant sur le projet Transhab, dont quelques-uns maintenant conseillent le projet Bigelow,.
En mars 2020, Bigelow a abandonné le projet B330 et licencié les 88 personnes qui travaillaient dessus, ce en lien avec la crise sanitaire du Covid-19 ainsi que des difficultés financières.